# コバラム
コバラム（マラヤーラム語: കോവളം、ヒンディー語: कोवलम、英語: Kovalam）は、インドのケララ州に属する町である。州都のティルヴァナンタプラムから16km南に位置する。
コヴァラムとも表記する。

## 観光
アラビア海に面したコバラムビーチで有名である。
マルコ・ポーロが上陸したマラバール海岸がある。

## 交通
空港
- トリヴァンドラム国際空港